# Teeny Ted from Turnip Town
Teeny Ted from Turnip Town (2007), publicat per Robert Chaplin, està certificat per Guinness World Records com la reproducció més petita del món d'un llibre imprès. El llibre es va produir al laboratori d'imatges Nano de la Universitat Simon Fraser de Vancouver, Colúmbia Britànica, Canadà, amb l'assistència dels científics de la SFU Li Yang i Karen Kavanagh.
La mida del llibre és de 0,07 mm x 0,10 mm. Les lletres estan tallades en 30 microtablets en una peça polida de silici monocristall, amb un feix d'ió de gal·li focalitzat amb un diàmetre mínim de 7 nanòmetres (això es compara amb el cap d'un passador a 2 mm d'amplada). El llibre té el seu propi ISBN, 978-1-894897-17-4.
La història va ser escrita per Malcolm Douglas Chaplin i és "una faula sobre la victòria de Teeny Ted en el concurs de naps a la fira anual del comtat".
El llibre ha estat publicat en una edició limitada de 100 exemplars pel laboratori i requereix un microscopi electrònic d'escaneig per llegir el text.
El desembre de 2012, es va publicar una edició del llibre amb un títol complet de Teeny Ted from Turnip Town & the Tale of Scale: A Scientific Book of Word Puzzles i un número ISBN 978-1-894897-36-5. A la pàgina de títol es reconeix com a "Gran Impressió del llibre més petit del món". El llibre es va publicar mitjançant fons d'una reeixida campanya de Kickstarter amb els noms dels col·laboradors que es mostren a la solapa del llibre.